# お正月 (歌曲)
『お正月』（おしょうがつ）は、正月（新年）をテーマにした日本の童謡。作詞は東くめ（1877年 - 1969年）、作曲は瀧廉太郎（1879年 - 1903年）。
1901年（明治34年）7月25日に共益商社書店から刊行された『幼稚園唱歌』が初出。2007年（平成19年）に「日本の歌百選」に選ばれた。

## 内容

### 曲
最初と最後に似たメロディが来る小三部形式である。ファとシがない、ヨナ抜き長音階である。

### 歌詞
子供たちが正月の到来を待ち望む内容の歌である。1番には凧とこまが登場し、男の子向けの歌詞になっている。2番にはまりとおいばねが登場し、女の子向けの歌詞になっている。

## 替え歌
お正月に餅を食べて腹を壊して、あるいはのどに詰まって死んでしまい、救急車または霊柩車が来るという内容の歌詞の替え歌が流布している。調査によると、替え歌の常連である「うれしいひなまつり」「サザエさんの歌」を抑え、全国で最も同内容の替え歌が流布している歌曲だという。